# Bielorrusia en el Festival de la Canción de Eurovisión Junior 2018
Bielorrusia participará en el Festival de Eurovisión Junior 2018, representada por Daniel Aleks Yastremskiy y un tema llamado "Time".

## Final nacional
La preselección tendrá lugar el día 31 de agosto de 2018. Constará de diez artistas, cada uno con una canción propia, y el ganador será decidido mediante una combinación de los votos de un jurado profesional y el voto de la audiencia.
| Final – 31 de agosto de 2018 | Final – 31 de agosto de 2018 | Final – 31 de agosto de 2018         | Final – 31 de agosto de 2018 | Final – 31 de agosto de 2018 | Final – 31 de agosto de 2018 | Final – 31 de agosto de 2018 | Final – 31 de agosto de 2018 | Final – 31 de agosto de 2018 |
| N.º                          | Artista                      | Canción                              | Televoto                     | Televoto                     | Jurado                       | Total                        | Plaza                        |                              |
| ---------------------------- | ---------------------------- | ------------------------------------ | ---------------------------- | ---------------------------- | ---------------------------- | ---------------------------- | ---------------------------- | ---------------------------- |
| 1                            | Myata                        | "Odnazhdy" (Однажды)                 | 4027                         | 8                            | 1                            | 9                            | 9                            |                              |
| 2                            | Daniel Aleks Yastremskiy     | "Time"                               | 9237                         | 12                           | 4                            | 16                           | 1                            |                              |
| 3                            | LIZAMEЯ                      | "Zorka" (Зорка)                      | 3853                         | 7                            | 3                            | 10                           | 7                            |                              |
| 4                            | Artem Skorol                 | "Ulybnis" (Улыбніс)                  | 1629                         | 4                            | 7                            | 11                           | 6                            |                              |
| 5                            | Angelina Yaroshchuk          | "Feeling Good"                       | 1885                         | 6                            | 2                            | 8                            | 10                           |                              |
| 6                            | Monkey Tops                  | "Na stile" (На стиле)                | 1251                         | 2                            | 10                           | 12                           | 5                            |                              |
| 7                            | Maria Zhilina                | "Welcome To My Belarus"              | 5305                         | 10                           | 5                            | 15                           | 2                            |                              |
| 8                            | Yaroslav Sokolikov           | "Mir na zemle" (Мир на Земле)\| 1788 | 5                            | 8                            | 13                           | 4                            | 4                            |                              |
| 9                            | Nikita Belko                 | "Ne preday" (Не предай)              | 906                          | 1                            | 12                           | 13                           | 3                            |                              |
| 10                           | Mariya Gulevich              | "Ostrov Chikarum" (Остров Чикарум)   | 1462                         | 3                            | 6                            | 9                            | 8                            |                              |